# Anders Collin
Anders Collin, född 25 december 1754 i Kumla församling, Örebro län, död 23 december 1830 i Katarina församling, Stockholms stad, var en svensk sekterist och mystiker. Collin var sidenvävargesäll i Stockholm, en tid hovbibliotekarie hos hertig Karl, och blev slutligen skollärare. 

## Biografi
Påverkad av Johann Arndt, Erik Tolstadius och framför allt Jacob Böhmes skrifter

och förkunnare av dennes läror, vann Collin i synnerhet i Finland anhängare, de så kallade collinianerna

, och fick även i Sverige under 1780-talets början ett visst inflytande.
Han uppmanade sina anhängare till inbördes kärlek, välgörenhet och kristlig fördragsamhet.

Till en början väckte hans förkunnelse oro i Stockholm.